# Rha Sun-hwa
Rha Sun-hwa (* 26. Juni 1949 in Seoul) ist eine südkoreanische Historikerin, ehemalige Museumskuratorin und war vom 27. Dezember 2013 bis zum 7. August 2017 Leiterin des Amts für Kulturerbeverwaltung.

## Leben
Nach dem Besuch der Attached Girls’ High School immatrikulierte sich Rha an der Sangmyung University und schloss ihr Geschichtsstudium an der Ewha Womans University ab (Bachelor of Arts). Von 1976 an war sie 30 Jahre am Ewha Womans University Museum tätig, zuletzt als Chefkuratorin, und war von 1992 bis 1999 leitende Wissenschaftlerin einer russisch-koreanischen Forschungsgruppe über das Königreich Balhae. 2000 bis 2005 war Rha Präsidentin des Korean Curators Forum und Vorstandsmitglied der Korean Society of Museum Studies (2004–2011) und des Korean Institute of Culture Architecture (2006–2011).
2005 wurde sie Mitglied im nationalen Kulturerbeausschuss und im Kulturerbeausschuss der Großstadt Incheon und erfüllte diese Tätigkeit, bis sie am 27. Dezember 2013 von Präsidentin Park Geun-hye zur Leiterin des Amts für Kulturerbeverwaltung berufen wurde. Sie trat die Nachfolge von Byun Young-sup an, die am 18. November 2013 von diesem Amt zurücktreten musste, nachdem im Oktober des Jahres am historischen Stadttor Sungnyemun in Seoul Risse in den Balken und abbröckelnde Farbe aufgetreten waren, nur sechs Monate nach dem Ende der Restaurierung, und der Rechnungshof Ermittlungen wegen möglicher Korruption und Nachlässigkeit aufnahm. Am 7. August 2017 wurde sie während der Regierungszeit Moon Jae-in durch Kim Jong-Jin ersetzt.

## Werke (Auswahl)
- 옹기의 원류를 찾아서. 이화여자대학교출판부, 서울 2000 (koreanisch, Origin of Onggi).
- 한국 옹기의 특성. 일본 고려미술관, 2001 (koreanisch, The Features of Korean Onggi).
- 한국도자기의 흐름. 세계도자기엑스포, 2005 (koreanisch, Tradition and History of Korean Ceramics).
- Pottery. Korean Traditional Handicrafts (= The Spirit of Korean Cultural Roots. Nr. 14). Ewha Womans University Press, Seoul 2006 (englisch, koreanisch: 한국전통공예 도기. 서울 2006. Übersetzt von Yoon-jung Cho).